# 張琡
張琡（1449年—？），字文璧，陝西平涼府鎮原縣人，民籍，明朝政治人物。

## 生平
成化七年（1471年）辛卯科陝西鄉試第六名舉人，八年（1472年）中式壬辰科會試第三十三名，二甲第二十八名進士。授戶部主事，升員外郎。弘治元年（1488年）任直隸真定府知府。九載考績，治行第一，加參政，仍掌府事，三年後卒於官邸。

## 家族
曾祖張春，贈御史；祖父張凱，按察副使；父張麟，曾任七品散官。